# Gilney Viana
Gilney Amorim Viana, mais conhecido como Gilney Viana (Águas Formosas, 12 de agosto de 1945) é um professor, médico, escritor e político brasileiro, ex-deputado federal e estadual por Mato Grosso, filiado ao Partido dos Trabalhadores desde 1982.
Em sua carreira política, atuou de forma ativa na resistência armada contra a ditadura militar brasileira, onde foi preso político durante 13 anos. Membro ativo do partido, é um dos fundadores do Partido dos Trabalhadores nos estados de Minas Gerais e Mato Grosso.

## Biografia
Nascido em Crisólita, que na época era um distrito de Águas Formosas, no interior de Minas Gerais, filho de Divaldo Trancoso Viana e de Maria da Glória Amorim Viana Ribeiro, aos 9 anos, sua família mudou-se para o sul da Bahia, permanecendo até o ano de 1960, quando volta para Minas Gerais. No ano seguinte, filia-se ao Partido Comunista Brasileiro (PCB), dando início em sua carreira política, torna-se membro da União Municipal dos Estudantes Secundaristas.
Em 1963, no serviço público, é empregado como auxiliar administrativo do Banco de Desenvolvimento de Minas Gerais (BDMG). Com o golpe militar em 31 de março de 1964, que derruba João Goulart do poder, é detido pelo serviço secreto brasileiro, tendo em vista a sua ligação com o partido de esquerda PCB.
Muda-se para Belo Horizonte, ingressa no ano de 1966 no curso de Medicina da Universidade Federal de Minas Gerais, nesse mesmo ano, terna-se primeiro-secretário do Comitê Municipal do Partido Comunista Brasileiro em Belo Horizonte. Em 1967, rompe com o PCB e participa como fundador da  Corrente Revolucionária de Minas Gerais, organização que defendia o uso de armas no combate a ditadura militar. Entre 1969 e 1970, participou militarmente da Ação Libertadora Nacional, liderada por Carlos Marighella.
Já no ano de 1969, participou de um assalto a banco, onde saiu ileso, mas dois de seus companheiros militantes foram presos. Isso o fez forçar a viver de forma clandestina no Rio de Janeiro, obrigando-o a se afastar de sua vida no serviço público. Foi preso em março de 1970 e condenado a cumprir a quase 10 anos de prisão pela Justiça Militar, durante o seu tempo na prisão, escreve o livro 31-D, Linhares: memorial da prisão política, publicado em 1979.
Com a Lei da Anistia em 1979, assinada pelo então presidente da república, o general João Batista Figueiredo, deixa a prisão sob liberdade condicional, onde só seria revogado como fim da ditadura militar, no ano de 1985. Em 1980, participa da fundação do Partido dos Trabalhadores em Belo Horizonte. No mesmo ano, reingressa no curso de Medicina da Faculdade de Medicina da Universidade Federal de Minas Gerais.
Em 1981, se muda para a capital de Mato Grosso, Cuiabá, onde torna-se gerente da fábrica de refrigerantes Predileto. No mesmo ano participa da fundação do Partido dos Trabalhadores em Mato Grosso e vira membro da comissão provisória regional da agremiação, no ano seguinte, deixa a gerencia da fábrica para coordenar a campanha de João Monlevade, ao governo do estado. Em 1984 é direcionado membro do diretório nacional do PT, permanecendo até 1994.
Em 1986, retomou novamente o curso de Medicina, dessa vez na Universidade Federal de Mato Grosso, se formando no ano de 1990. Durante as eleição presidencial no Brasil em 1989, ajudou a coordenar a campanha de Luiz Inácio Lula da Silva a presidência, nas primeiros eleições diretas desde  golpe de 1964.
No final de 1990, retorna a Minas Gerais, onde volta a exercer o seu cargo público no Banco de Desenvolvimento de Minas Gerais e se torna diretor do Sindicato dos Bancários de Belo Horizonte.
Retorna novamente a Cuiabá, disputou a prefeitura da capital pelo PT em 1992, mas não foi eleito. Em 1993 se torna presidente do diretório regional do Partido dos Trabalhadores, ocupando até 1995. Durante o seu doutorado na área de saúde e ambiente, no Instituto de Saúde Coletiva da UFMT, foi escolhido pelo partido para disputar o cargo de deputado federal por Mato Grosso.

## Carreira política
Eleito em outubro de 1994, ocupou o cargo de deputado federal por Mato Grosso onde foi  presidente da Comissão de Defesa do Consumidor, Meio Ambiente e Minorias e membro titular da Comissão da Amazônia e Desenvolvimento Regional.
Em 1998, pretendia disputar o governo do estado, mas a sua candidatura não foi viabilizado pelo PT. Concorreu a deputado estadual por Mato Grosso, sendo eleito em outubro. Deixou a Câmara dos Deputados em janeiro de 1998 e no mês seguinte assumiu o cargo de deputado estadual na Assembleia Legislativa de Mato Grosso.